# 姫乃樹リカ
姫乃樹 リカ（ひめのぎ りか、本名:Rika Nishimura Crigger 、旧姓：西村 理香（にしむら りか）、 1971年10月6日- ）は、日本の歌手、タレントである、
大分県大野郡犬飼町（現・豊後大野市）出身。日出女子学園高校卒業。

## 人物・来歴
- 父親の仕事の関係で、大分県から1972年に熊本県、1974年には大分県へ戻るも、同年台湾へ、さらに1976年には山形県、1979年には東京都へと移り住んだ。
- 1982年、小学校6年生12歳の時にテレビ東京の『東西対抗ちびっこ歌まね大賞』に出場。これがきっかけで芸能プロにスカウトされる[1]。
- 1986年、雑誌『Momoco』（学習研究社）の6月号に登場、同年10月からはTBSテレビの『モモコクラブ』に桃組出席番号1773番としてレギュラー出演開始。同時期、東京・渋谷の井門道玄坂ビルで行われていた『ストリートオーディション』に度胸試しにと出場し、名誉グランドチャンピオンを受賞し[1]、結果を出していく。
- 「姫乃樹」は芸名である。在籍していたモモコクラブには、雑誌『Momoco』が主催したミス・モモコクラブコンテストでグランプリを受賞し、既に人気アイドルとなっていた西村知美がいたため、混同されないよう所属事務所の社長が芸名をつけた[1]。芸名の由来は、姫は「お姫様の姫で女の子らしく」という意味、樹は「太く折れない樹木のように」の意味があるという。なお、最初は「姫乃樹」と乃の字が小さいのが正式な表記だった[1]。当初は本名も非公開で出身地も東京としていた。
- 『モモコクラブ』の番組中で荻野目洋子の曲『Dance Beatは夜明けまで』を歌ったところ、その歌唱力が音楽プロデューサーの川瀬泰雄の目に留まり、歌手デビューへの話が動いていく[1]。1988年2月、アニメ映画『めぞん一刻 完結篇』の主題歌「硝子のキッス」でキティレコードより歌手デビュー。同年4月にはラジオのレギュラー番組『姫乃樹リカのおしゃべりサラダ』もスタートし、出生地・大分県の大分放送など最大10局ネットで放送された。ラジオパーソナリティとしては、月刊雑誌『ラジオパラダイス』（三才ブックス）のパーソナリティ人気投票でベストテン入りを6回記録、最高位も4位を記録した。
- 芸能界デビュー時の所属事務所は「ピュアコーポレーション」、1988年10月にはキティレコードが姫乃樹のために立ち上げた芸能事務所「キティアーティスト」へ移籍し所属タレント第1号となる。ファンクラブの名前は｢Rika's騎士（リカズナイト）｣、会報は｢姫鈴（ひめりん）｣と名付けられた。
- 1992年3月、芸名を西邑理香（にしむら りか）に改名、同年8月には舞台初出演も果たす。10月には宝塚歌劇団出身の馮裕華と共演[2]。
- 1993年にはユニット・西邑理香 with COMING SOON!を結成し、ライブ活動を開始。翌年にはTHE COMING SOON!と改めた。
- 姫乃樹リカ時代から 釣り好きということを公言、1989年9月にはテレビ大阪のTHE フィッシングにも登場、さらに西邑理香に改名後の1994年4月からは中部日本放送のラジオ番組メディアキング電波ファイターにもレギュラー出演し、釣りに関するコーナーを担当、おすすめのルアーなどをリスナーにプレゼントすることもあった。
- 20歳の時にレコーディングでベースを担当した8歳年上の米国人ミュージシャンのデーブ・クリッガー[3][注 1]と出会う。日本での音楽活動を休止して米国に語学留学した24歳の時、慣れない土地での生活にデーブが色々と手助けを買って出てくれたことで距離が縮まり、交際を始める。1995年12月に結婚、夫の出身地であるアメリカの東部・バージニア州に在住。3人の子供（2女1男）を儲ける（2022年現在、孫が2人いる）[3]。
- 2006年に胞状奇胎で緊急手術を受けた経験があり、以来、それまで以上に健康に関心を持つようになった[3]。家庭菜園で野菜を作り、収穫した野菜を多く取り入れた食事をしている。マッサージ師の資格を取得し、サッカー女子日本代表の澤穂希に施術をしたこともあるという[3]。
- 2016年6月27日、人生が変わる1分間の深イイ話〜元アイドルは今幸せなのか？密着SP〜（日本テレビ）に出演、結婚後の生活など近況を報告した。
- 2019年、川瀬泰雄をメンバーに加え、姫乃樹リカ with THE COMING SOON!として音楽活動再開。同年11月29日、新横浜LiTで25年ぶりの復活ライブ「SONGS FOR YOU」を開催。
- 2021年8月11日、あいつ今何してる?（テレビ朝日）に出演。姫乃樹と同期デビューした田中律子の気になる人として、前回のテレビ出演から5年後の近況を語った。
- 2022年9月21日、姫乃樹リカ with THE COMING SOON!として28年ぶりにマキシシングル「MAGIC」をリリース。

## ディスコグラフィ

### 姫乃樹リカ

#### シングル
| #                             | 発売日                        | タイトル                      | B面                           | 規格                          | 規格品番                      |
| Kitty Records 姫乃樹リカ 名義 | Kitty Records 姫乃樹リカ 名義 | Kitty Records 姫乃樹リカ 名義 | Kitty Records 姫乃樹リカ 名義 | Kitty Records 姫乃樹リカ 名義 | Kitty Records 姫乃樹リカ 名義 |
| ----------------------------- | ----------------------------- | ----------------------------- | ----------------------------- | ----------------------------- | ----------------------------- |
| 1st                           | 1988年2月3日                  | 硝子のキッス                  | 涙の針と風の糸                | EP                            | 7DS-0154                      |
| 1st                           | 1988年2月3日                  | 硝子のキッス                  | 涙の針と風の糸                | CT                            | 10CS-0147                     |
| 1st                           | 1988年3月1日                  | 硝子のキッス                  | 涙の針と風の糸                | 8cmCD                         | H10K-30002                    |
| 2nd                           | 1988年5月11日                 | ときめいて                    | ニュートンの林檎              | EP                            | 7DS-0158                      |
| 2nd                           | 1988年5月11日                 | ときめいて                    | ニュートンの林檎              | CT                            | 10CS-0173                     |
| 2nd                           | 1988年5月11日                 | ときめいて                    | ニュートンの林檎              | 8cmCD                         | H10K-30006                    |
| 3rd                           | 1988年7月20日                 | もっとHurry Up!               | ハートの翼                    | EP                            | 7DS-0161                      |
| 3rd                           | 1988年7月20日                 | もっとHurry Up!               | ハートの翼                    | CT                            | 10CS-0177                     |
| 3rd                           | 1988年7月20日                 | もっとHurry Up!               | ハートの翼                    | 8cmCD                         | H10K-30009                    |
| 4th                           | 1988年11月2日                 | アンバランスに抱きしめて      | そよ風のささやき              | EP                            | 7DS-0163                      |
| 4th                           | 1988年11月2日                 | アンバランスに抱きしめて      | そよ風のささやき              | CT                            | 10CS-0186                     |
| 4th                           | 1988年11月2日                 | アンバランスに抱きしめて      | そよ風のささやき              | 8cmCD                         | H10K-30012                    |
| 5th                           | 1989年4月12日                 | ロマンの騎士                  | 涙みたいな気持ち              | EP                            | 0DS-0166                      |
| 5th                           | 1989年4月12日                 | ロマンの騎士                  | 涙みたいな気持ち              | CT                            | 00CS-0197                     |
| 5th                           | 1989年4月12日                 | ロマンの騎士                  | 涙みたいな気持ち              | 8cmCD                         | H00K-30014                    |
| 6th                           | 1989年10月25日                | スタンド・バイ・ミー          | TRY MY HEART                  | EP                            | 0DS-0173                      |
| 6th                           | 1989年10月25日                | スタンド・バイ・ミー          | TRY MY HEART                  | CT                            | 00CS-5006                     |
| 6th                           | 1989年10月25日                | スタンド・バイ・ミー          | TRY MY HEART                  | 8cmCD                         | H00K-30052                    |
| 7th                           | 1990年3月25日                 | 地上の楽園                    | ないないづくしの18            | CT                            | KTSR-1001                     |
| 7th                           | 1990年3月25日                 | 地上の楽園                    | ないないづくしの18            | 8cmCD                         | KTDR-1001                     |
| NECアベニュー 西邑理香 名義   |                               |                               |                               |                               |                               |
| 8th                           | 1992年6月21日                 | ナチュラル                    | 愛するために                  | 8cmCD                         | NADL-1040                     |
| 9th                           | 1992年9月21日                 | 恋にさらわれて                | Cleaning My Room              | 8cmCD                         | NADL-1043                     |
| 10th                          | 1992年11月1日                 | X'mas Love For Me             | さよならの予感〜戸惑いのEve〜 | 8cmCD                         | NADL-1048                     |
| 11th                          | 1993年3月21日                 | 異国のフォトグラフ            | 夢の底で                      | 8cmCD                         | NADL-1056                     |

### アルバム

#### オリジナルアルバム
|                               | 発売日                        | タイトル                      | 規格                          | 規格品番                      |
| Kitty Records 姫乃樹リカ 名義 | Kitty Records 姫乃樹リカ 名義 | Kitty Records 姫乃樹リカ 名義 | Kitty Records 姫乃樹リカ 名義 | Kitty Records 姫乃樹リカ 名義 |
| ----------------------------- | ----------------------------- | ----------------------------- | ----------------------------- | ----------------------------- |
| 1st                           | 1988年8月21日                 | Fairy Tale                    | LP                            | 28MS-0174                     |
| 1st                           | 1988年8月21日                 | Fairy Tale                    | CD                            | H32K-20121                    |
| 2nd                           | 1989年5月20日                 | Amazing Story                 | LP                            | 00MS-0198                     |
| 2nd                           | 1989年5月20日                 | Amazing Story                 | CD                            | HOOK20137                     |
| NECアベニュー 西邑理香 名義   |                               |                               |                               |                               |
| 3rd                           | 1992年9月21日                 | NO BRAND                      | CD                            | NACL-1073                     |

#### ベストアルバム
|                                          | 発売日                        | タイトル                       | 規格                          | 規格品番                      |                               |
| Kitty Records 姫乃樹リカ 名義            | Kitty Records 姫乃樹リカ 名義 | Kitty Records 姫乃樹リカ 名義  | Kitty Records 姫乃樹リカ 名義 | Kitty Records 姫乃樹リカ 名義 | Kitty Records 姫乃樹リカ 名義 |
| ---------------------------------------- | ----------------------------- | ------------------------------ | ----------------------------- | ----------------------------- | ----------------------------- |
| 1st                                      | 1988年12月7日                 | Reminiscence 〜Singles vol.1〜 | LP                            | 28MS-0191                     |                               |
| 1st                                      | 1988年12月7日                 | Reminiscence 〜Singles vol.1〜 | CT                            | 10CS-0191                     |                               |
| 1st                                      | 1988年12月7日                 | Reminiscence 〜Singles vol.1〜 | CD                            | H32K20132                     |                               |
| ユニバーサルミュージック 姫乃樹リカ 名義 |                               |                                |                               |                               |                               |
| 2nd                                      | 2006年3月21日                 | 姫乃樹リカ GOLDEN☆BEST         | CD                            | UPCY-6121                     |                               |
| 3rd                                      | 2007年1月17日                 | 姫乃樹リカ ベスト10            | CD                            | UPCY-9086                     |                               |

### シングルビデオ
- 「ロマンの騎士」（1989年4月12日発売　VHS）

1. STORY1 またごめんねと書いた 「ロマンの騎士」
2. STORY2 五線紙の手紙「涙みたいな気持ち」
3. グリコCMスペシャル※いちごチョコ※アイスクリームキャンペーン

- 「スタンド・バイ・ミー」（1989年10月25日発売　VHS）

1. 「スタンド・バイ・ミー」
2. 「TRY MY HEART」

### タイアップ
| 曲名                 | タイアップ                                                      | 収録作品                             |
| -------------------- | --------------------------------------------------------------- | ------------------------------------ |
| 硝子のキッス         | 全国東宝洋画系公開アニメーション映画『めぞん一刻 完結篇』主題歌 | シングル「硝子のキッス」             |
| もっとHurry Up!      | 日通海外ペリカン便 TV-CMイメージ・ソング                        | シングル「もっとHurry Up!」          |
| そよ風のささやき     | テレビ東京系『ハロー動物ファミリー』テーマ曲                    | シングル「アンバランスに抱きしめて」 |
| スタンド・バイ・ミー | 読売テレビ・日本テレビ系アニメ『YAWARA!』エンディングテーマ     | シングル「スタンド・バイ・ミー」     |

## 出演

### テレビ
- モモコクラブ（1986年10月 - 、TBSテレビ） - レギュラー出演（モモコクラブ桃組出席番号1773番）
- ザ・ベストテン（1988年8月11日、TBSテレビ） - 今週のスポットライトコーナーに出演。「もっとHurry Up！」を歌唱
- 東京イエローページ（1989年10月3日 - 1990年3月27日、TBSテレビ） - 初代Page7としてレギュラー出演
- はいすくーる落書2（1990年8月3日、TBSテレビ） - 第4回「アイラブユーOK」
- 人生が変わる1分間の深イイ話〜元アイドルは今幸せなのか？密着SP〜（2016年6月27日、日本テレビ）- 現在の生活について近況報告
- あいつ今何してる?（2021年8月11日、テレビ朝日） - 田中律子の会いたい人として登場

その他、バラエティ番組・音楽番組に出演

### ラジオ
- メディアキング電波ファイター（1994年4月 - 1995年3月、CBCラジオ、水曜日レギュラー）※西邑理香として出演
- 姫乃樹リカのおしゃべりサラダ（1988年4月 - 1993年3月、桑の実プロ制作）1992年4月からは 西邑理香のおしゃべりサラダ となる。
- FMヤングスタジオ（1988年 - 1992年、JFNラジオ） - 不定期でゲスト出演
- Ladies Pop Museum（1995年頃、α-station（FM京都）毎週土曜日13:00 - 14:00）※西邑理香として出演

### CM
- 三菱化成食品「豆乳 マプロン」
- 江崎グリコ
  - 「ジャイアントカプリコ」「ジャイアントコーン」（1988年） - ジャイアント馬場と共演
  - 「いちごチョコ」（1988年）
- ダイワ精工「スーパータナセンサー」

### 舞台
- クローズ・ユア・アイズ'92（1992年8月4日 - 8月15日）
- Yuka&Rikaのショー・ストーリー Vol.1（1992年10月19日 - 10月20日）
- チャーリーとチョコレート工場の秘密（1993年4月21日 - 5月9日）
- しあわせ色の青い空（1993年8月11日 - 8月31日、1993年10月29日 - 11月3日、1994年1月23日）

## コンサート
88姫乃樹リカ コンサート
- 1988年8月23日、東京・日本青年館
- 1988年8月29日、大阪厚生年金会館 中ホール

89姫乃樹リカ コンサート
- 1989年5月26日、名古屋市民会館 中ホール
- 1989年5月28日、大阪・厚生年金会館 中ホール
- 1989年6月11日、東京・中野サンプラザ

## 関連書籍
- 写真集『こっちむいて リカだよ』（1988年5月11日発売、富士見書房）
- 書籍『まぼろしのアイドル あの人に逢いたい』（2000年4月5日発売、白夜書房、ISBN 4893676342）

## 姫乃樹リカ with THE COMING SOON!

### メンバー
- 姫乃樹リカ（ボーカル）
- 佐々木孝之（キーボード）

1966年12月9日、東京都出身
- 田光マコト（ギター）

1968年6月3日、東京生まれ
- 川瀬泰雄（プロデューサー）

1947年1月20日、横浜生まれ

### 来歴
1992年
- 3月に姫乃樹が芸名を西邑理香と改名し、1990年から休止していた音楽活動を再開。同年12月23日に千葉県・下総中山コルトンホールで「西邑理香 X'mas ライブ」を行う。バンドメンバーに佐々木孝之、田光マコトが参加。このライブを機にユニット結成の話が持ち上がる。

1993年
- 西邑理香 with COMING SOON!を結成。川瀬泰雄をプロデューサーに迎え、ライブ活動と並行しつつアルバム制作を開始。
- 12月1日、NECアベニューよりシングル『100年先もアイ ラブ ユー』をリリース。

1994年
- 2月21日、アルバム「Populisme（ポピュリスム）」をリリース。3月より東名阪ツアーを行う。
- 8月、ユニット名をTHE COMING SOON!に変更。
- 11月21日、シングル「時計を捨てて〜Throw Away〜」、アルバム「MELTING POT」リリース。

1995年
- 3月、無期限活動休止を発表。同年、姫乃樹は語学留学で渡米（翌年結婚）、日本での芸能活動も休止状態となる。

2019年
- 25年ぶりに一人で帰国した折に、かつてのメンバーに連絡をしたところライブ開催の話を持ち掛けられ快諾。11月29日、新横浜LiTにて姫乃樹リカ with THE COMING SOON!名義で復活ライブ「SONGS FOR YOU」を行った。

2021年
- 姫乃樹リカ with THE COMING SOON!として再始動。

2022年
- 9月21日、3曲入りマキシシングル「MAGIC」をI Will Recordsよりリリース。

### ディスコグラフィ

#### シングル
| 名義                         | 発売日         | タイトル                   | C/W                                                                          | 規格           | 規格品番      |
| NECアベニュー                | NECアベニュー  | NECアベニュー              | NECアベニュー                                                                | NECアベニュー  | NECアベニュー |
| ---------------------------- | -------------- | -------------------------- | ---------------------------------------------------------------------------- | -------------- | ------------- |
| 西邑理香 with COMING SOON!   | 1993年12月1日  | 100年先もアイラヴユー      | 好きだから 愛してるから                                                      | 8cmCD          | NADL-1066     |
| THE COMING SOON!             | 1994年11月21日 | 時計を捨てて〜THROW AWAY〜 | 優しい人〜WAITING FOR YOUR LOVE〜                                            | 8cmCD          | NADL-1089     |
| I Will Records               |                |                            |                                                                              |                |               |
| 姫乃樹リカ with COMING SOON! | 2022年9月21日  | MAGIC                      | ロンリーマーメイド グッド・バイブレーション                                  | マキシシングル | RCS-1501      |
| 姫乃樹リカ with COMING SOON! | 2023年9月20日  | Love Song～僕たちの歌      | マグノリアの奇跡 モーニング・キッス～CAN YOU FEEL IT?～ Magic (English Ver.) | マキシシングル | RCS-1502      |

#### アルバム
西邑理香 with COMING SOON!
THE COMING SOON!

### タイアップ
| 曲名                              | タイアップ                                                  | 収録作品                               |
| --------------------------------- | ----------------------------------------------------------- | -------------------------------------- |
| 100年先もアイラヴユー             | TX系『地球・知りたい気分!』'94エンディングテーマ            | シングル「100年先もアイラヴユー」      |
| 好きだから 愛してるから           | TX系『おんなのこ探偵団〜Music in Club〜』エンディングテーマ | シングル「100年先もアイラヴユー」      |
| 時計を捨てて〜THROW AWAY〜        | αStation『Ladies Pop Museum』エンディングテーマ             | シングル「時計を捨てて〜THROW AWAY〜」 |
| 優しい人〜WAITING FOR YOUR LOVE〜 | ダイワ精工『スーパータナセンサー』CFテーマ                  | シングル「時計を捨てて〜THROW AWAY〜」 |